# Klaus-Ludwig Keferstein
Klaus-Ludwig Keferstein (* 12. Juni 1950 in Burgsteinfurt) ist ein deutscher Diplomat, der von Juli 2012 bis Juli 2015 Botschafter in Kamerun war.

## Leben
Keferstein leistete nach dem Abitur zwischen 1968 und 1970 seinen Wehrdienst bei der Bundeswehr und absolvierte danach von 1970 bis 1975 ein Studium der Volkswirtschaftslehre, das er 1975 mit der Diplomprüfung abschloss. Im Anschluss war er von 1975 bis 1979 als Wissenschaftlicher Assistent an der Westfälischen Wilhelms-Universität Münster tätig und legte in dieser Zeit dort 1978 seine Promotion zum Dr. rer. pol. mit einer Dissertation zum Thema Förderung des Aussenhandels unter Entwicklungsländern, eine entwicklungspolitische Alternative? ab.
Nachdem Keferstein zwischen 1979 und 1981 den Vorbereitungsdienst für den höheren Auswärtigen Dienst absolviert hatte, fand er von 1981 bis 1984 zunächst Verwendung an der Botschaft in Venezuela sowie danach im Auswärtigen Amt in Bonn. Im Anschluss war er zwischen 1987 und 1990 an der Botschaft in den USA sowie von 1990 bis 1993 an der Botschaft in den Niederlanden tätig, ehe er zwischen 1993 und 1997 stellvertretender Referatsleiter im Auswärtigen Amt war.
1997 wurde Keferstein Ständiger Vertreter des Botschafters in Kenia und arbeitete nach einer Verwendung zwischen 2000 und 2004 an der Botschaft in Tschechien von 2004 bis 2007 an der Botschaft in Brasilien. Daraufhin war er zwischen 2007 und 2010 im Auswärtigen Amt als Referatsleiter tätig sowie von 2010 bis 2012 Ständiger Vertreter des Botschafters in Argentinien.
Von Juli 2012 bis Juli 2015 war Keferstein Botschafter in Kamerun, wo er Nachfolger des in den Ruhestand getretenen Reinhard Buchholz wurde.

## Veröffentlichungen
- Förderung des Aussenhandels unter Entwicklungsländern, eine entwicklungspolitische Alternative?, Frankfurt am Main 1978, ISBN 3-88129-147-4